# Flickan som inte ville kyssas
Flickan som inte ville kyssas är en ungdomsroman av Rose Lagercrantz, utgiven 1995 på Brombergs bokförlag. Boken är illustrerad av Ib Spang Olsen.

## Handling
Annie är en judisk flicka som växer upp i Prag. Hon vill inte kyssa någon, hennes kyssar sparar hon till sin stora kärlek, och en dag dyker han upp. Orge är stark och orädd, då blir båda blixtförälskade, men så kommer kriget och skiljer dem åt.

## Om boken
Boken belönades med Augustpriset 1995.